# Upojenie
Upojenie (Extase) is een muziekalbum van Pat Metheny en Anna Maria Jopek. Zij leerden elkaar kennen tijdens een jazzfestival in Europa in 2001. Daarop besloten zij samen een album op te nemen, dat in 2002 op de Poolse markt verscheen. Pas in 2008 verscheen het op Nonesuch Records in de Verenigde Staten. De muziek bestaat uit het typische gitaarspel van Metheny met daarbij de zang van de dromerige stem van Jopek. Het album is opgenomen van juli tot en met oktober 2002 in Warschau. Het originele album verscheen onder de artiestennaam Anna Maria Jopek and Friends with Pat Metheny (zie hoes).

## Musici
- Anna Maria Jopek – zang
- Pat Metheny – allerlei soorten gitaren, toetsinstrumenten

met
- Leszek Możdżer – piano
- Paweł Bzim Zarecki – toetsinstrumenten
- Darek Oleszkiewicz – akoestische basgitaar
- Marcin Pospieszalski – basgitaar
- Cezary Konrad – slagwerk
- Mino Cinelu, Wojciech Kowaleski – percussie
- Marek Pospieszalski – draaitafels
- Piotr Nazaruk – dwarsfluit, dulcimer percussie zangstem
- Bernard Maseli – vibrafoon
- Henryk Miśkiewicz - sopraansaxofoon op Upojenie
- Marek Napiórkowski – 2e gitaar op Upojenie
- Barney – buitenaardse stemmen
- Kamerorkest

## Tracklist
| Nr. | Titel                                                     | Duur |
| --- | --------------------------------------------------------- | ---- |
| 1.  | Cichy zapada zmrok (Here comes the silent dusk)           | 3;26 |
| 2.  | Mania mienia (So may it secretly begin)                   | 3:40 |
| 3.  | Biel (Whiteness)                                          | 3:22 |
| 4.  | Przypływ, odpływ, oddech czasu... (Tell her you saw her)  | 4:45 |
| 5.  | Are you going with me?                                    | 8:35 |
| 6.  | Czarne słowa (Black words)                                | 5;13 |
| 7.  | Lulajże Jezuniu (een Pools kerstlied)                     | 5:14 |
| 8.  | Upojenie (Ecstasy)                                        | 4:44 |
| 9.  | Zupełnie inna ja (Always and forever)                     | 3:56 |
| 10. | Piosenka dla Stasia (A song for Stas)                     | 3:48 |
| 11. | Letter from home                                          | 2:46 |
| 12. | Me jedyne niebo (Another life)                            | 3:16 |
| 13. | By on był tu (Farmer’s trust)                             | 6:53 |
| 14. | Polskie drogi (Polish paths)                              | 2:25 |
| 15. | Tam, gdzie nie sięga wzrok (Follow me)                    | 3:49 |
| 16. | Na całej połaci śnieg (The snow falls all over the place) | 1:47 |
| 17. | Szepty i łzy (Whispers and tears)                         | 4:47 |

Are you going with me? is afkomstig van Offramp.  